# Джонсон, Карл (легкоатлет)
Карл Эдвард Джонсон (англ. Carl Edward Johnson, 21 мая 1898 — 13 сентября 1932) — американский легкоатлет, призёр Олимпийских игр.
Карл Джонсон родился в 1892 году в округе Дженеси штата Мичиган. В 1920 году на Олимпийских играх в Антверпене он завоевал серебряную медаль в прыжках в длину.